# Chacao (metro de Caracas)
Chacao es una estación del Metro de Caracas. Situada en el este de Caracas, en la Avenida Francisco de Miranda, en su parte extrema, en la urbanización de Chacao, del cual toma su nombre.
La urbanización y la estación toman su nombre del cacique Chacao, quien murió al enfrentarse a los españoles en 1567.
Los colores azules y marrones de la estación son alegóricos a los riachuelos y la vegetación de la zona en la antigüedad.

## Historia
En marzo de 1976, se dicta el Decreto de Expropiación de los inmuebles afectados por la construcción del tramo Chacaíto – Palo Verde de la Línea 1 del Metro de Caracas. 
Durante 1977, se inicia la planificación del correspondiente tramo Chacaíto – Los Dos Caminos. En enero de 1985, se inicia la construcción del segundo tramo de la Línea 1 (Chacaíto – Los Dos Caminos), y 2 años después se inaugura el tramo antes mencionado. En 2010 se rehabilitó dicho tramo.

## Salidas
Posee 4 salidas todas a la Avenida Francisco de Miranda, una de ellas al C.C. Sambil Caracas.